# Исмаилия
Исмаили́я (араб. الإسماعيلية‎) — город на северо-востоке Египта на берегу озера Тимсах, входящего в систему Суэцкого канала. Население 254 тысячи человек (1996), 374 тысячи человек (2005). Одноимённый судоходный канал длиной 130 км, соединяет Суэцкий канал с Нилом в районе Каира.
В 2001 году открыто движение по железнодорожному мосту Эль-Фердан в 20 км к северу от города. Это самый длинный в мире поворотный мост, его поворотные секции имеют длину 340 метров.

## История
Город был спроектирован в 1863 году французским инженером Фердинандом де Лессепсом в качестве обслуживающей базы при строительстве канала. Своё имя город получил в честь Исмаил-паши. 
В 1921-1922 годах здесь размещался казачий «Донской кадетский корпус императора Александра III». На местном кладбище похоронены трое кадетов и один воспитатель. 
Во время Шестидневной войны 1967 года город был захвачен израильтянами, большая часть жителей была эвакуирована.

## Климат
| Показатель                    | Янв. | Фев. | Март | Апр. | Май  | Июнь | Июль | Авг. | Сен. | Окт. | Нояб. | Дек. | Год  |
| ----------------------------- | ---- | ---- | ---- | ---- | ---- | ---- | ---- | ---- | ---- | ---- | ----- | ---- | ---- |
| Средний суточный максимум, °C | 19,2 | 20,9 | 23,3 | 28,6 | 31,8 | 34,8 | 35,7 | 35,3 | 33,1 | 30,0 | 25,4  | 20,9 | 28,2 |
| Средняя температура, °C       | 14,8 | 16,1 | 18,3 | 22,9 | 25,7 | 28,0 | 29,8 | 29,6 | 27,7 | 24,8 | 20,3  | 15,9 | 22,8 |
| Средний суточный минимум, °C  | 7,6  | 8,3  | 10,3 | 14,1 | 16,4 | 19,5 | 21,3 | 21,5 | 19,7 | 16,6 | 12,7  | 8,9  | 14,7 |
| Норма осадков, мм             | 7    | 6    | 7    | 2    | 2    | 0    | 0    | 0    | 0    | 2    | 6     | 5    | 37   |
| Источник: World Climate       |      |      |      |      |      |      |      |      |      |      |       |      |      |

## Топографические карты
- Лист карты H-36-XV Исмаилия. Масштаб: 1 : 200 000. Состояние местности на 1980 год. Издание 1985 г.

## Фотогалерея

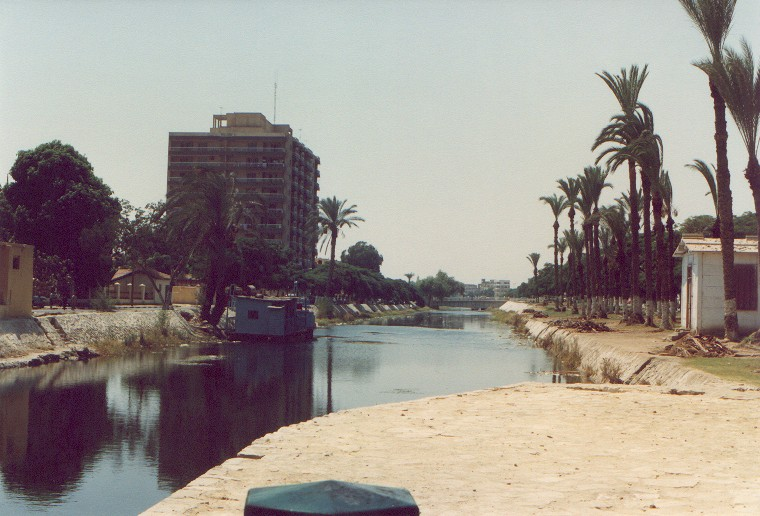
Канал Исмаилия
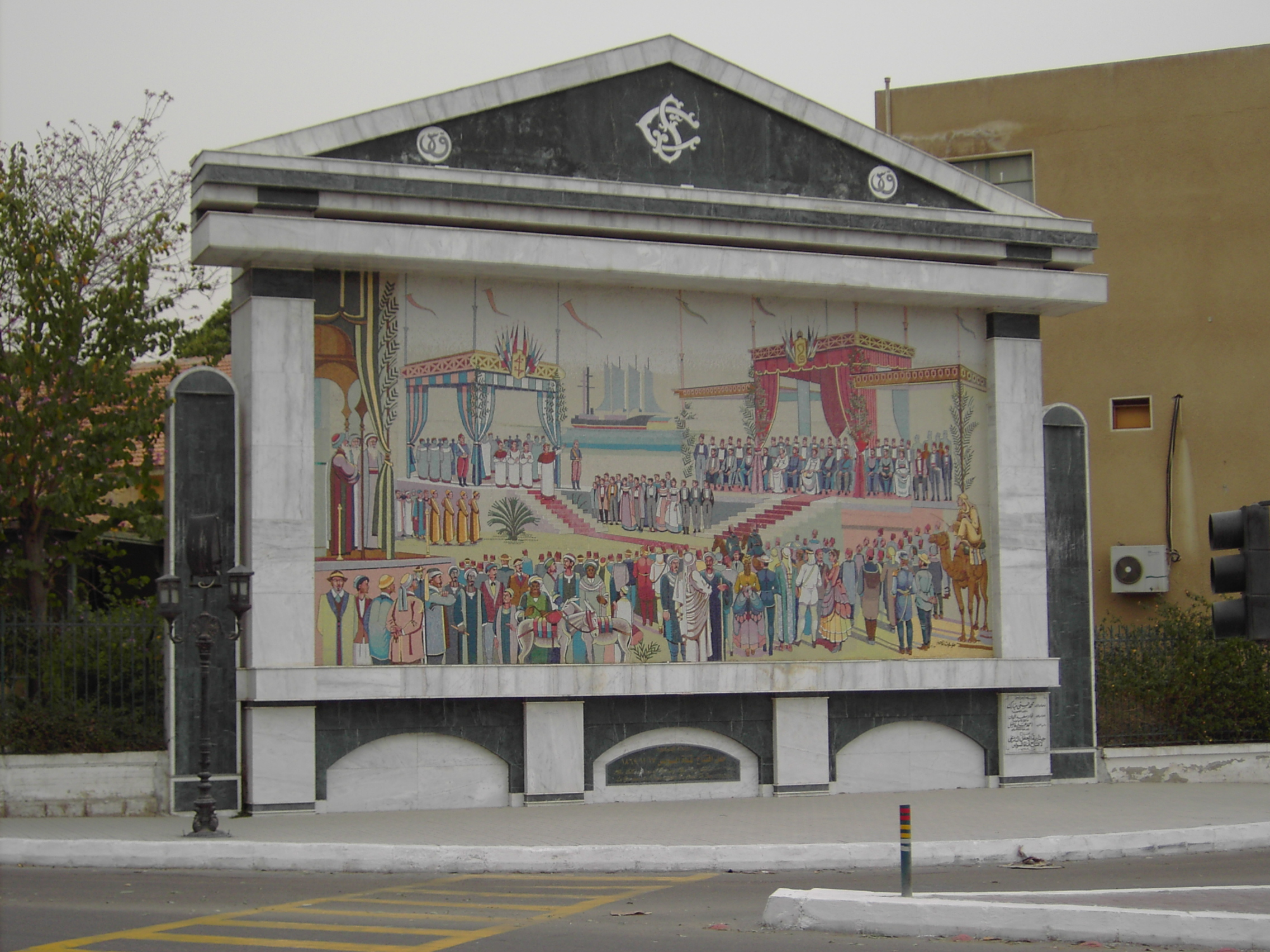
Памятник открытию Суэцкого канала
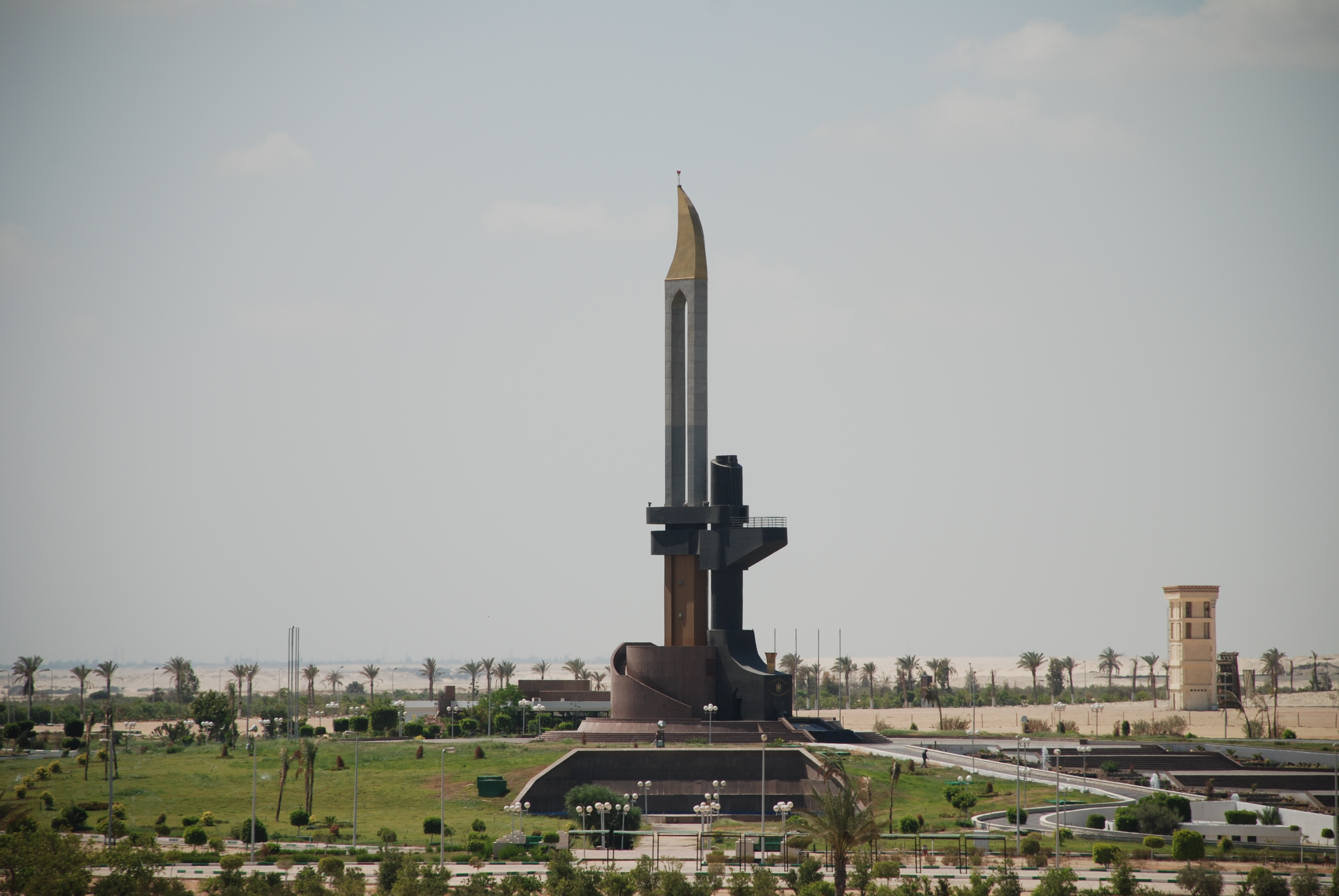
Памятник защитникам Исмаилии во время Войны Судного дня в форме автомата Калашникова